# حرب شلسفيغ الأولى
حرب شليسفيغ الأولى (بالألمانية: Schleswig-Holsteinischer Krieg) أو حرب السنوات الثلاث (بالدنماركية: Treårskrigen) كانت الجولة الأولى من الصراع العسكري في جنوب الدنمارك وشمال ألمانيا المتجذرة في قضية شليسفيغ هولشتاين، من أجل السيطرة على دوقيتي هولشتاين وشليسفيغ. الحرب التي استمرت من 1848-1851، شملت أيضا جنوداً من بروسيا والسويد.، أسفرت الحرب في نهاية المطاف عن انتصار الدانمارك. اندلع النزاع الثاني حرب شلسفيغ الثانية في 1864.

## الخلفية
في بداية العام 1848، كانت دوقيات شليسفيغ وهولشتاين ودوقية ساكسونيا لاونبورغ تحت حكم الدنماركي، حيث يعيش غالبية من هم عرقية الألمان في الدنمارك. شكل الألمان ثلث سكان البلاد، وكانت الدوقيات الثلاثة وراء نصف القوة الاقتصادية في الدنمارك. أججت الحروب النابليونية والتي انتهت في عام 1815 النزعة الوطنية الدانماركية والألمانية. بات للأيديولوجية القومية الجرمانية تأثير كبير في العقود التي سبقت اندلاع الحرب، وجادل كتـّاب من أمثال ياكوب غريم بأن الألمان قد أهلوا شبه جزيرة يولند بالكامل قبل وصول الدنمركيين وأن ذلك يمكن أن يبرر مطالبة ألمانيا بها. رد ينس ياكوب أسموسن فورسيه على هذه المطالب في كتيبات، وهو عالم آثار دنمركي استكشف أجزاء من دانيفيركه، فجادل بأنه ما من وسيلة لمعرفة لغة أقدم سكان الأراضي الدنماركية، وأن للألمان مطالبات تاريخية أكثر صلابة بأجزاء كبيرة من فرنسا وانكلترا، وأنه بذات المنطق يمكن للسلاف ضم أجزاء من ألمانيا الشرقية.
كانت أهداف القوميين الدنماركيين والألمان المتضاربة السبب في اندلاع الحرب شليسفيغ الأولى. فقد اعتقد القوميون الدنماركيون بأن شليسفيغ وليس هولشتاين يجب أن تكون جزءا من الدنمارك، بما أن شليسفيغ حتوى عدداً كبيراً من الدانماركيين على عكس هولشتاين. واعتقد القوميون الألمان أن شليسفيغ وهولشتاين ولاونبورغ يجب أن تبقى موحدة، وأدى اعتقادهم بأنه لا ينبغي فصل شليسفيغ عن هولشتاين إلى أن يـُشار إلى الدوقيتين باسم شليسفيغ هولشتاين. كان شليسفيغ مصدر خلاف خاص، لأن بها عدداً كبيراً من الدانماركيين والألمان والفريزيين الشماليين. وكان إدخال غير قانوني لقانون ملكي في الدوقيتين سبباً آخر للحرب.
عند وفاة الملك كريستيان الثامن ملك الدنمارك في يناير 1848، ونظراً لأن ابنه الشرعي الوحيد فريديرك السابع مستقبلاً، بدى غير قادراً على إنجاب ورثة الدوقيات قد يمررها لحكم آل أولدنبورغ، والأمر الذي قد يسفر عن تقسيم الدنمارك. لذلك، صدر مرسوم قانون ملكي في الدوقيات من شأنه أن يسمح لإحدى قريبات كريستيان الثامن بتولي الحكم. كان تنفيذ هذا القانون غير شرعي.

## نشوب الحرب
في 21 مارس، 1848، تظاهر حشد من المواطنين الدانمركيين في كوبنهاغن لإقرار دستور ليبرالي للدنمارك. لم يكن مسؤولو الحكومة المحلية وأناس مهمون أخرون في كيل، وهي مدينة في شليسفيغ هولشتاين ويشغلها الحزب الوطني الألماني على علم كامل بما كان يجري في كوبنهاغن، وطالبوا بحكومة مؤقتة في 24 مارس. وقد فعلوا ذلك لاعتقادهم بأن الملك كان قد وقع تحت سيطرة الثوار الذين يريدون فصل شليسفيغ عن هولشتاين. اعتبرت الحكومة الدنماركية المركزية الإعلان عملاً من أعمال التمرد. أخذ الأمير شليسفيغ هولشتاين فريديرك (شليسفيغ هولشتاين أوغستنبورغ-) نوير فيلق البنادق الخامس «اللاونبورغي» (Jägerkorps) وبعض الطلبة من جامعة كييل لتولي قلعة رندسبورغ في شليسفيغ هولشتاين. حوت القلعة مستودع الأسلحة الدوقيات الرئيسي، وكتائب المشاة 14، 15، و16، وفوج المدفعية الثاني، وكذلك بعض مهندسين عسكريين. عندما وصلت قوة نوير، وجدوا أبواب القلعة وقد تركت مفتوحة لسبب غير معروف، ودخلها على وجه السرعة في، مفاجئاً من يفترض بكونهم المدافعين. بعد إلقاء خطاب للمدافعين، حصل الأمير على ولاء الكتائب وفوج المدفعية للحكومة المؤقتة. سـُمح لضباط دنماركيين كانوا يعملون في الدفاع عن القلعة بالمغادرة للدنمارك، ولكن على ضمان ألا يقاتلوا ضد شليسفيغ هولشتاين في الحرب القادمة.